# Львовская забастовка рабочих (1936)

Мемориальная плита в память об расстрелянной в апреле 1936 года демонстрации львовских рабочих

Львовская забастовка рабочих — одно из крупнейших массовых выступлений западноукраинского пролетариата.
Работники Львова и других городов Западной Украины, входившей тогда в состав Польской республики, были организованы Народным фронтом. Около трёх тысяч безработных собрались 14 апреля 1936 года перед домом биржи труда с требованием работы и хлеба. После отказа они направились к воеводскому управлению. Полиция пыталась разогнать их и применила оружие. В конце улицы Академической (ныне проспект Т. Шевченко) были смертельно ранены рабочие Владислав Козак и Николай Шереда.
Из-за смерти В. Козака на месте убийства состоялся пятитысячный митинг, посвящённый памяти жертв полицейского террора в Ченстохове, Кракове и Львове. Похороны В. Козака превратились в демонстрацию против политики правительства. В похоронах приняли участие тысячи людей. Обстреливаемые полицией, они прошли по улицам города.
В знак солидарности с революционным Львовом состоялись выступления рабочих в Дрогобыче, Бориславе, Тернополе, Самборе, Городке, Лодзи, Варшаве и других городах Польши.
По решению левых профсоюзов во Львове 20 апреля 1936 года была проведена 24-часовая общегородская забастовка против политического террора. На первомайскую демонстрацию вышли тысячи людей, которые требовали гражданских прав. Через восемь дней забастовали строительные рабочие, 22 мая к ним присоединились рабочие коммунальных предприятий.
В забастовке строителей, которая началась 8 мая 1936 года под руководством КПЗУ, участвовало около 20 тысяч человек. Забастовщики выдвинули не только экономические требования (единый коллективный договор, спецодежда, выплата заработной платы за праздничные и выходные дни, ликвидация аккордной системы оплаты труда), но и политические требовани (демократические свободы, освобождение заключённых рабочих). Состоялась политическая демонстрации. Выступление закончился в начале июня победой рабочих.